# Aivaras Stepukonis
Aivaras Stepukonis (Kaunas, 1972) è un cantante lituano, rappresentante della Lituania all'Eurovision Song Contest 2002 con il brano Happy You.

## Biografia
Aivaras Stepukonis ha studiato Filologia e Teologia all'Università francescana di Steubenville in Ohio dal 1992 al 1994, e ha proseguito gli studi in Liechtenstein all'Accademia internazionale di filosofia dal 1995 al 1998. Ha completato la sua istruzione all'Istituto per gli studi culturali, filosofici e artistici di Vilnius a partire dal 2002, dove nel 2005 ha conseguito il dottorato in Filosofia. Ha avviato la sua carriera musicale nel 2001, quando ha firmato un contratto di cinque anni con l'etichetta discografica Cool Production.
Il 14 febbraio 2002 ha partecipato alla selezione lituana per l'Eurovision cantando il suo singolo di debutto Happy You. Pur essendosi inizialmente classificato secondo, è risultato che la canzone vincitrice, We All dei B'Avarija, era stata pubblicata commercialmente con il titolo Mes čia prima del 1º settembre 2001, in contrasto con le regole del contest; i B'Avarija sono stati pertanto squalificati, rendendo Aivaras il rappresentante lituano a tutti gli effetti. All'Eurovision Song Contest 2002, che si è tenuto il successivo 25 maggio a Tallinn, si è piazzato 23º su 24 partecipanti con 12 punti totalizzati.

## Discografia

### Album in studio
- 2002 – Aivaras
- 2005 – Myliu arba tyliu
- 2010 – Sage & Fool

### Singoli
- 2002 – Happy You
- 2005 – Same Difference